# Gerdiella
Gerdiella là một chi ốc biển, là động vật thân mềm chân bụng sống ở biển trong họ Cancellariidae.

## Các loài
Các loài trong chi Gerdiella gồm có:
- Gerdiella alvesi de Lima, de Barros & Petit, 2007[2]
- Gerdiella cingulata (Olsson & Bayer, 1972)[3]: đồng nghĩa của Mericella cingulata (Olsson & Bayer, 1972)
- Gerdiella gerda (Olsson & Bayer, 1972)[4]: đồng nghĩa của Mericella gerda (Olsson & Bayer, 1972)
- Gerdiella santa Olsson & Bayer, 1972: đồng nghĩa của Mericella santa Olsson & Bayer, 1972